# Epacanthaclisis alaica
Epacanthaclisis alaica is een insect uit de familie van de mierenleeuwen (Myrmeleontidae), die tot de orde netvleugeligen (Neuroptera) behoort. 
Epacanthaclisis alaica is voor het eerst wetenschappelijk beschreven door Krivokhatsky in 1998.